# Молбаза
Молба́за (каз. Молбаза) — село у складі Бурабайського району Акмолинської області Казахстану. Входить до складу Зеленоборського сільського округу.
Населення — 168 осіб (2021; 129 у 2009, 158 у 1999, 149 у 1989).
Національний склад станом на 1989 рік:
- казахи — 38 %;
- росіяни — 34 %.